# Филейный нож

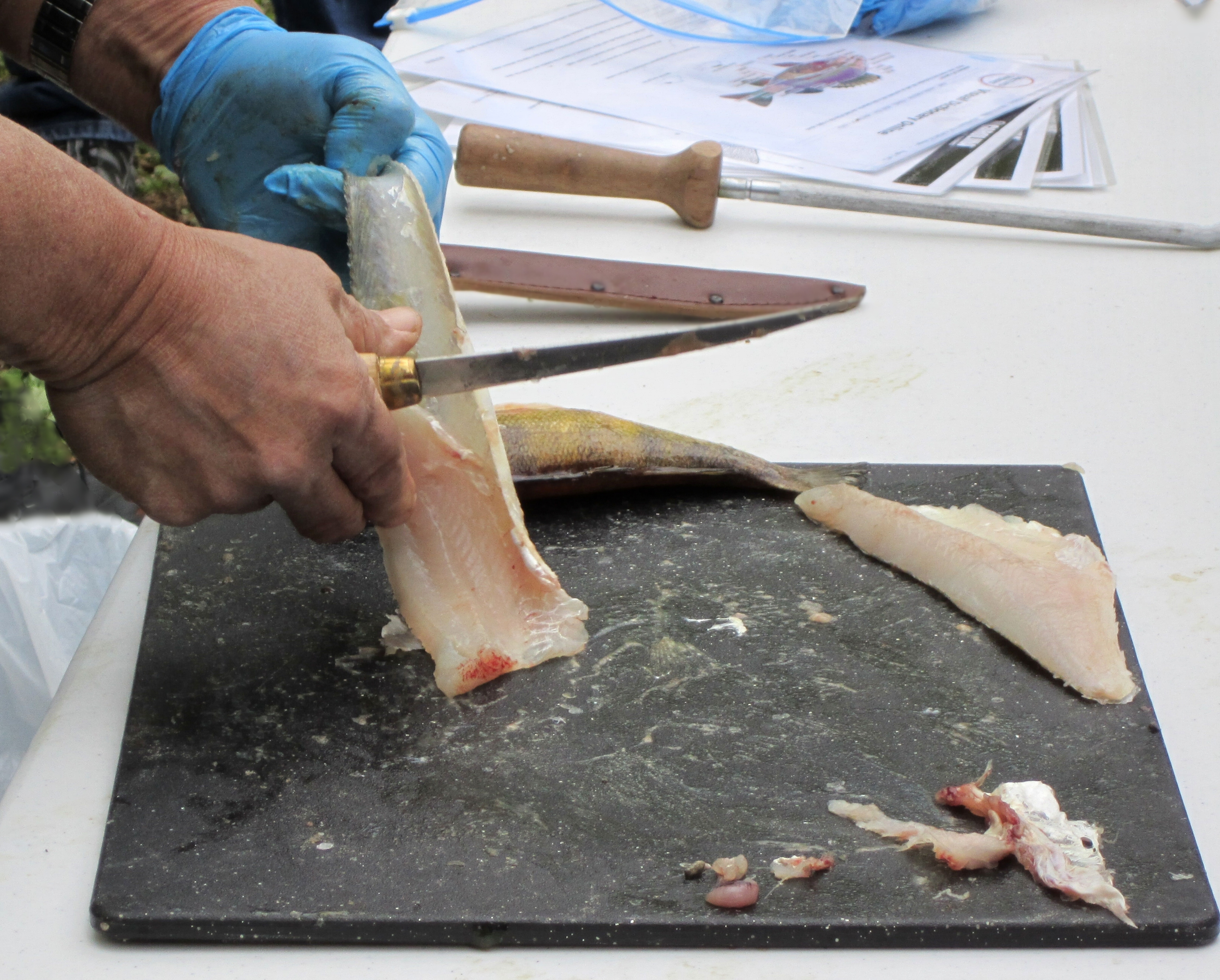
Филетирование рыбы

Филейный нож, также известный как филейник — специализированный кухонный или рыбацкий нож, предназначенный для получения филе рыбы, мяса или птицы.

## Описание
Филейный нож имеет длинный, узкий и гибкий клинок, позволяющий одним движением ножа отделять тонкие и ровные куски филе от мяса, рыбы или птицы. Длина клинка может быть от 10 до 34 сантиметров. Размеры в 10, 15, 19 и 23 сантиметра считаются стандартными, а ножи с длиной клинка 19 сантиметров — универсальными, позволяющими разделывать заготовки любого размера.
Клинки филейных ножей изготавливаются из различных марок нержавеющей стали, а для изготовления рукоятей используется дерево, резина и пластик. Рукояти зачастую имеют упорную площадку для указательного пальца, находящуюся в месте соединения с клинком.
Филейные ножи выпускаются как с фиксированным клинком, так и в виде складных ножей. Существуют варианты исполнения филейного ножа в виде электроинструмента.

## Применение
Эти ножи используются для филетирования рыбы, мяса или птицы. С помощью филейных ножей филе отделяется от костей и шкуры. Для разделки мяса, рыбы и птицы различного размера используются филейные ножи с различной длиной клинка, так для обработки рыбы рекомендуется использовать нож с длиной клинка в полтора—два раза длиннее ширины разделываемой тушки.
Филейные ножи также могут использоваться при приготовлении суши.